# 유비 (강도역왕)
강도역왕 유비(江都易王 劉非, 기원전 168년 ~ 기원전 127년)는 중국 전한의 황족 · 제후왕이다. 전한 경제와 정희(程姬)의 아들로, 동복 형제로는 노공왕 유여, 교서우왕 유단이 있다.

## 생애
경제 전2년(기원전 155년)에 여남왕으로 봉해졌다. 경제 전3년(기원전 154년), 오초칠국의 난이 일어나자 황제에게 표를 올려 스스로 오나라를 공격하도록 청했고, 장군인을 받아 오나라를 공격했다. 오나라가 격파된 후, 옛 오나라의 서울 강도를 중심으로 한 오나라의 영토 일부를 받아 강도왕으로 봉해졌고, 군공으로 인해 천자의 기를 받았다. 원광 중(기원전 134년 ~ 기원전 129년)에 흉노가 쳐들어오자 맞서 싸우고자 무제에게 표를 올렸으나 불허당했다. 재위 27년 만에 죽어 시호를 역(易)이라 했고, 태자 유건이 뒤를 이었다. 현 장쑤성 쉬이 현 대운산광릉왕묘 유적에 묘소가 있다.

## 가계
- 전한 경제
  - 강도역왕 유비
    - 강도왕 유건
    - 단양애후(丹陽哀侯) 유감(劉敢)
    - 우이후(盱台侯) 유몽지(劉蒙之)[2] 혹 유상지(劉象之)[3]
      - 광세왕 유궁

    - 호숙경후 유서행[2] 혹 유서(劉胥)[3]
    - 말릉종후(秣陵終侯) 유전(劉纏)[2] 혹 유연(劉漣)[3]
    - 회릉후(淮陵侯) 유정국(劉定國)

단양애후와 우이후는 원삭 원년(기원전 128년) 12월 갑진일에, 나머지는 정월 정묘일에 봉해졌다.